# 冰島國徽
冰島國徽為一盾徽，繪有國旗的圖案。盾徽上端有一只红舌金爪的白隼和一只白齿红舌金爪的龙，左侧是一头黑牛，右侧站着一位身披斗篷的巨人。隼、龙、牛和巨人都是冰岛传说中保护冰岛四角的守护神。盾徽下端的石块代表冰岛多岩石的漫长海岸。
“世界之环”（Heimskringla）记载丹麦国王欲征服冰岛，派遣魔术师至冰岛的颠末。魔术师在冰岛的4个地区被鸟、龙、公牛、巨人擊退，丹麦国王因此放弃。其中的巨人是山巨人或是石巨人。